# Parafia Wniebowzięcia Najświętszej Maryi Panny w Pęzinie
Parafia pw. Wniebowzięcia Najświętszej Maryi Panny w Pęzinie – rzymskokatolicka parafia należąca do dekanatu Stargard Wschód, archidiecezji szczecińsko-kamieńskiej, metropolii szczecińsko-kamieńskiej, przy kościele Wniebowzięcia Najświętszej Maryi Panny. Erygowana 12 sierpnia 1945. Jej proboszczem jest ks. Bernard Półtorak. Według stanu na 2023 r. proboszczem parafii jest ks. Jarosław Iwaniec. 